# سازمان نظامی حزب توده ایران

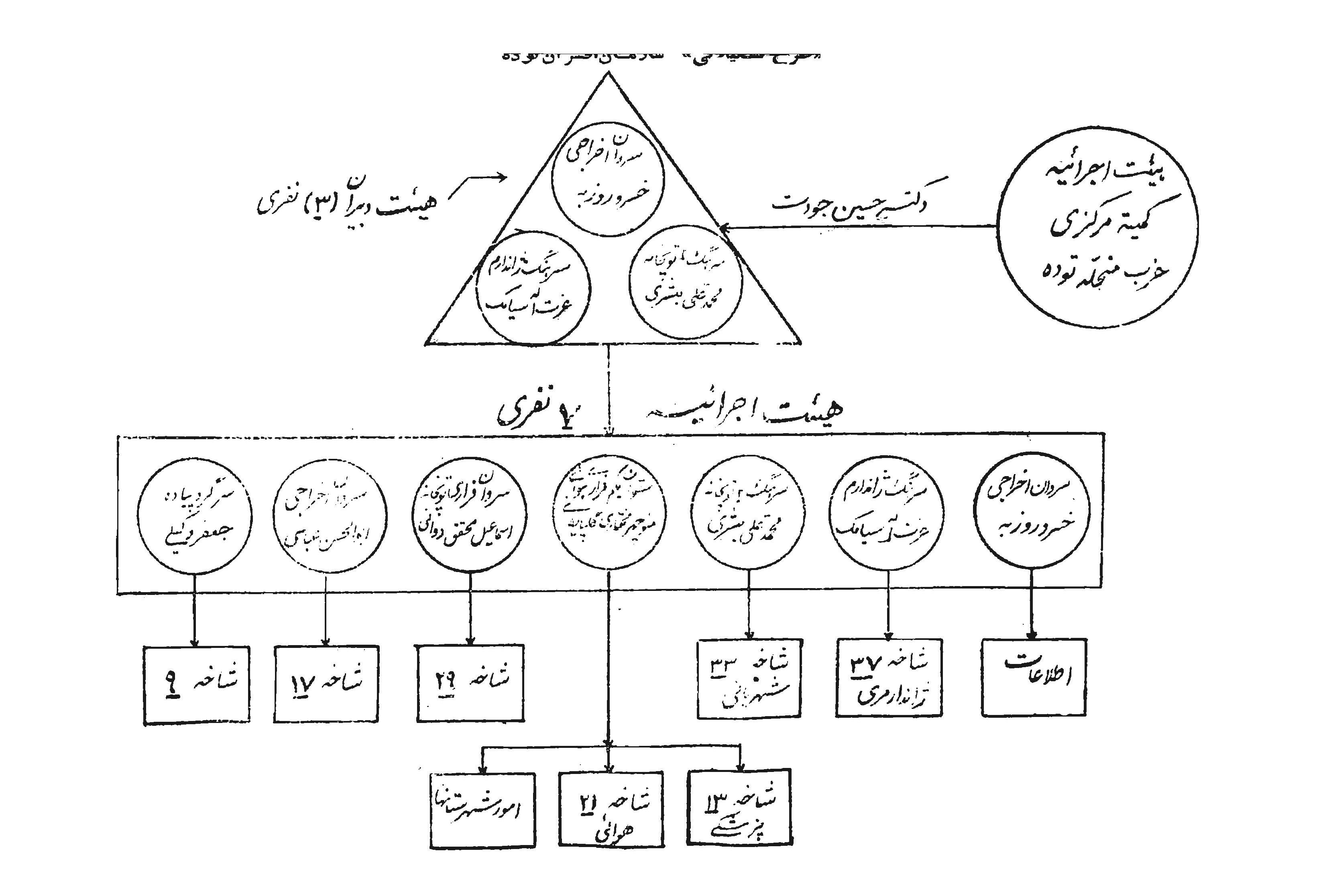
درخت‌وارهٔ چارت سازمانی سازمان افسران حزب توده - ۱۳۳۳

سازمان نظامیان عضو حزب توده ایران، سازمان مخفی افسران عضو حزب توده ایران بود که در کنار حزب توده به شکلی مخفی فعالیت می‌کرد.

## پیشینه
سازمان نظامی حزب توده در سال ۱۳۲۳ توسط عبدالصمد کامبخش، عزت‌الله سیامک و خسرو روزبه تأسیس شد و سپس سروان خسرو روزبه به عنوان مسئول هیئت اجرائیه سازمان افسران انتخاب شد.
سازمان افسران، یک هیئت دبیران و یک هیئت اجرائیه داشت که هیئت دبیران دارای ۳ عضو بوده که در زمان دستگیری اعضای سازمان (۱۳۳۳) عبارت بوده‌اند از: ۱. خسرو روزبه به نام مستعار سعیدی، ۲. سرهنگ عزت‌الله سیامک، ۳. سرهنگ محمدعلی مبشری، که از میان اعضا، سروان خسرو روزبه مسئولیت شاخه اطلاعات حزب را عهده‌دار بود.
روزبه تا سال ۱۳۲۴ در دانشکده افسری اشتغال داشت. در پی قیام افسران خراسان مدتی مخفی شد. حاصل این دوران نگارش کتاب اطاعت کورکورانه بود که علیه نظام حاکم بر ارتش پهلوی با نام مستعار «ستخر»؛ (سروان خسرو روزبه) منتشر شد.

### قیام افسران خراسان
نقطه اوج فعالیت افسران در سال ۱۳۲۴، قیام افسران خراسان بود. افسران توده‌ای و از جمله اسکندانی و سرهنگ آذر که چندان امیدی به پیروزی سیاسی حزب توده برای گرفتن قدرت نداشتند به این نتیجه رسیدند که «حزب توده یک حزب انقلابی است، باید انقلابی عمل کنیم و حزب را به دنبال خود بکشیم.» نظامیان معتقد به این بودند که هم‌زمان با تخلیه ایران به وسیله قوای بیگانه، مردم آمادگی قیام دارند. دربارهٔ اطلاع حزب توده از این قیام گزارشهای ضد و نقیضی بیان شده‌است، اما استراتژی کلی حزب با این جریان چندان همخوانی و موافقت نداشت.
شب ۲۴ مرداد ۱۳۲۴ قیام افسران لشکر ۸ خراسان آغاز شد و به شکست انجامید. این قیام و سرکوب آن مشکلی برای حزب پیش آورد: با انتساب این قیام به افسران حزب توده، حزب تحت فشار قرار گرفت و بسیاری از فعالیتهای آنان متوقف شد.
قیام افسران خراسان، سازمان نظامی حزب را نیز در وضعیت دشواری قرار داد. قیام آنها، هیئت حاکمه و ستاد ارتش به ریاست سرلشکر ارفع را متوجه نفوذ حزب توده در میان افسران ساخت. همین امر منجر به دستگیری چهل تن از افسران شاخه نظامی حزب شد و تعداد افسران باقی مانده به حدود بیست نفر رسید.
پس از اعلام تشکیل فرقه دمکرات آذربایجان در شهریور ۱۳۲۴ افسران باقی مانده از قیام خراسان و تعدادی دیگر از افسران سازمان نظامی برای آموزش نظامیان به این فرقه پیوستند و این امر باز منجر به تحریک ارتش و رکن دوم و شدت عمل مقابل سازمان افسران و خود حزب شد. پس از فروپاشی حکومت ملی آذربایجان در سال ۱۳۲۵، رژیم بسیاری از افسران دستگیرشده را اعدام کرد در حالی که تعدادی نیز همراه با سایر نیروهای فرقه دمکرات آذربایجان به شوروی پناهنده شدند. این ضربه‌ای مهلک بر پیکره حزب توده و سازمان افسران آن بود.
به دنبال قیام افسران خراسان و واقعه آذربایجان، تلفات افسران حزبی در وقایع سالهای ۲۵–۱۳۲۴ چنان سنگین بود که در عمل سازمان افسران را متلاشی کرد؛ و عده‌ای که جان سالم به در بردند به شوروی پناه بردند، اما وجود سرهنگ سیامک، خسرو روزبه و سرهنگ مبشری در امان ماندنشان از موج بگیر و ببندهایی که پس از قیام افسران خراسان، شکست آذربایجان و سرانجام حادثه ۱۵ بهمن ۱۳۲۷، در ارتش و سایر ارگانهای دولتی رواج یافته بود، هسته اولیه دیگری را برای شکل‌گیری سازمان نظامیان به صورتی کاملاً پنهانی و این بار زیر نظارت مستقیم و محدود رهبری حزب توده ایران سامان داده بود.
حزب توده ایران نیز که میراث‌دار شکست فرقه دمکرات آذربایجان شده بود و نیروهای آن از هر طرف دچار تشتت و ریزش شده بودند با پیشنهاد خلیل ملکی سازمان افسران را منحل اعلام کرد. تعدادی از افسران و از جمله سروان خسرو روزبه به این امر اعتراض داشتند و مستقلاً «سازمان افسران آزادیخواه ایران» را تشکیل دادند.
این گروه عملگرایی را پیشه خود ساختند. با به بن‌بست رسیدن فعالیت این گروه بحث الحاق مجدد آن با حزب توده مطرح شد که پس از برگزاری کنگره دوم حزب توده ایران و تغییر کادر رهبری آن این امر در سال ۱۳۲۷ امکان‌پذیر شد. از سال ۱۳۲۹ به بعد هیئت اجرائیه سازمان نظامی را حزب انتخاب می‌کرد و این پیوند تا کودتا ادامه داشت. هیئت اجرائیه سازمان نظامی دارای پنج شعبه بود:
1. شعبه تشکیلات
2. شعبه تبلیغات
3. شعبه تعلیمات
4. شعبه مالی
5. شعبه اطلاعات

فعالیت سازمان گسترش یافت و تعداد زیادی از افسران جوان مجدداً به حزب پیوستند. شاهکار سازمان در سال ۱۳۲۹ بود و آن فراری دادن رهبران زندانی حزب توده و خسرو روزبه از زندان قصر تهران است.

### کودتای ۲۸ مرداد
رئیس دفتر تیمسار فضل‌الله زاهدی که از اعضای سازمان نظامی مخفی حزب توده بود، برنامه کودتا را سه روز قبل از روز کودتا به حزب توده ایران اطلاع داده بود.

### کشف سازمان
پس از کودتا، اداره اطلاعات شهربانی به شدت به دنبال اعضای مخفی سازمان افسران بود. در تاریخ ۲۱ مرداد ۱۳۳۳ پلیس به‌طور اتفاقی ستوان ابوالحسن عباسی، یکی از همکاران خسرو روزبه، رئیس «دفتر اطلاعات حزب توده» را دستگیر کرد. او سه دفترچه پر از فرمول‌های ریاضی با خود داشت. کمی بعد معلوم شد که این یادداشت‌ها حاوی رمزی‌ست که نام همه اعضای سازمان مخفی افسران را در خود دارد.
از میان بیش از ۶۰۰ افسر دستگیرشده، ۳۶ نفر از جمله خسرو روزبه اعدام شدند.
در سالهای مهاجرت و استقرار دبیرخانه حزب توده ایران در آلمان شرقی، بنا به نوشتۀ تحقیقی چارلی و رضا؛از سازمان افسران حزب توده ایران تا سازمان امنیت آلمان شرقی، نوشته بهمن زبردست در شماره 113 فصلنامه نگاه نو، محمد پورهرمزان و امیر شفابخش، از اعضای سابق سازمان افسران حزب توده ایران، با اشتازی همکاری می‌کردند و رویدادهای داخلی حزب را به این سازمان اطلاع می‌دادند. 

## انقلاب ایران
پس از انقلاب ایران، تشکیلات مخفی نظامی حزب توده ایران در نیروهای مسلح به سازمان نظامی معروف بود که ۱۱۴ نفر (نظامیان و مسئولین غیرنظامی) در آن عضویت داشتند. این تشکیلات نظامی به تدریج از اواسط ۱۳۵۸ سازماندهی شد و مهدی پرتوی از سوی نورالدین کیانوری دبیر اول حزب در رأس آن قرار گرفت. او با چهار نفر از افسران ارشد به نام‌های ناخدا افضلی، سرهنگ کبیری، سرهنگ عطاریان و سرهنگ شمس ارتباط انفرادی داشت و با سایر نظامیان از طریق شاهرخ جهانگیری و امیر معزز (مسئولین دو سر شاخه) مرتبط می‌شد. این دو نفر از مسئولین سر شاخه به تنهایی با ۵۰ و ۵۵ نفر نظامیان به‌طور مستقیم یا از طریق ۸ نفر مسئول شاخه در ارتباط بودند. کلیه اطلاعات و مشخصات افرادِ تشکیلات با نام‌های مستعار و هدایت آن با مهدی پرتوی بوده‌است.
علی‌رغم حمایت حزب توده از انقلاب ایران در مقاطعی حساس از جمله در کودتای نوژه و جنگ ایران و عراق، اواخر سال ۱۳۶۱ و سال ۱۳۶۲، بسیاری از رهبران، اعضا و هواداران حزب به بهانه طرح کودتا دستگیر شدند. در اواخر سال ۱۳۶۲، ۱۰۱ تن از نظامیان در یک دادگاه ویژه نظامی در محلی نامعلوم که قاضی آن محمد ری‌شهری بود حضور یافتند. در میان متهمان چند فرد شاخص وجود داشت: دریادار بهرام افضلی فرمانده نیروی دریایی ایران، سرهنگ هوشنگ عطاریان فرمانده جبهه غرب و دیرتر دستیار ویژه وزارت دفاع، سرهنگ بیژن کبیری فرمانده یگان‌های کماندویی ویژه (کلاه سبزها) و فرمانده عملیات جنوب و شکستن محاصره آبادان در جنگ ایران و عراق، سرهنگ حسن آذرفر استاد دانشکده افسری، سرهنگ رحیم شمس، سرهنگ سیف‌الله غیاثوند و سرهنگ ابوالقاسم افرایی. با وجود تدارکات بسیار، پیشبرد محاکمه به خوبی برنامه‌های پیشین نبود و برخی متهمان اعترافات امضا شده خود را پس گرفته و دیگران نیز آنرا بسیار تعدیل کرده بودند. برخی حتی توانستند خبر بازداشت همسر یا فرزندانشان را در لابلای جریان دادگاه به گوش عموم برسانند. افضلی اتهام جاسوسی را رد کرد، وی که همچون دیگر متهمان وکیل نداشت، از قاضی خواست تا وظیفه دفاع از او را به این دلیل که خود اشرافی بر مقولات حقوقی ندارد، به عهده بگیرد.
دادگاه، احکام نابرابری صادر کرد چنان‌که، ۱۰ نفر به مرگ، ۶ تن به حبس ابد، ۱۲ نفر به حبسهای پانزده تا سی سال، ۱۹ نفر به زندان‌های هشت تا چهارده سال، ۸ تن تا هفت سال، ۳۰ تن تا پنج سال و ۱۳ تن تا کمتر از پنج سال محکوم شدند. گروهی از محکومین از جمله شاخه نظامی حزب مانند دریادار افضلی، سرهنگ عطاریان، سرهنگ کبیری و سرهنگ آذرفر، در اسفند ماە و دقیقا 7 اسفند ماە 1362 در زندان اوین اعدام شدند و چند ساعت قبل از اعدام ما را در حسینیە اوین جمع کردند و آنها را آوردند و بعد از مقداری صحبت کردن، آنها را بردند همان شب اعدام کردند. من (بیژن قبادی) یکی از شاهدان زندە آن جنایت رژیم تهران هستم. و ۱۹ تن، شامل دو نفر که دوران محکومیتشان به سر آمده بود، به همراه دیگر اعدامیان جمعی کشتار سال ۱۳۶۷، اعدام شدند. عباس حجری، منوچهر بهزادی، محمدعلی رصدی، محمد پورهرمزان، مهدی کیهان، انوشیروان ابراهیمی، فرج‌الله میزانی، آصف رزم‌دیده، حسین جودت از این گروه بودند.
در سال ۱۳۶۸ و پس از پایان اعدامهای دسته جمعی سال قبل، حکومت به مسئول کمیسیون ویژه وقت سازمان ملل متحد، گالیندو پُل اجازه داد تا از زندان اوین دیدن کند. در این دیدار، کیانوری از سلولش، در مورد چگونگی شکنجه خود و همسرش مریم فیروز برای اخذ اعترافات نادرست و فرمایشی، با گالیندوپل سخن به میان آورده و بازوی شکسته خود را برای اثبات آن به او نشان داد. پُل در گزارش خود همچنین دربارهٔ مریم فیروز نوشت که به دلیل مورد ضرب و شتم قرار گرفتن در چند سال پیش، در شنیدن، خوردن غذا و نشستن مشکل داشته‌است.
اکبر هاشمی رفسنجانی از چهره‌های سرشناس حکومت در آن هنگام، بعدها در مصاحبه‌ای با روزنامه همشهری عنوان نمود که برخورد با حزب توده و اعدام اعضای حزب توده بهتر بود که انجام نمی‌شد. وی در این مصاحبه می‌گوید: «اگر آن کار را (اعدام اعضای حزب توده) نمی‌کردیم، بهتر بود. ما حزب توده را زیر نظر داشتیم. من برای این حرف که آن‌ها به فکر کودتا بودند، دلیلی پیدا نکردم.